# Witold Pilecki
Witold Pilecki (Olonec, 13 maggio 1901 – Varsavia, 25 maggio 1948) è stato un militare polacco che durante la seconda guerra mondiale entrò nel lager di Auschwitz per organizzare un tentativo di rivolta armata fra i prigionieri e fece filtrare già nel 1942 le prime informazioni sui crimini nazisti.
Tre anni dopo la fine della guerra fu condannato a morte e giustiziato dal regime comunista polacco e le informazioni riguardanti le sue attività censurate fino alla caduta del Muro di Berlino nel 1990.

## Biografia

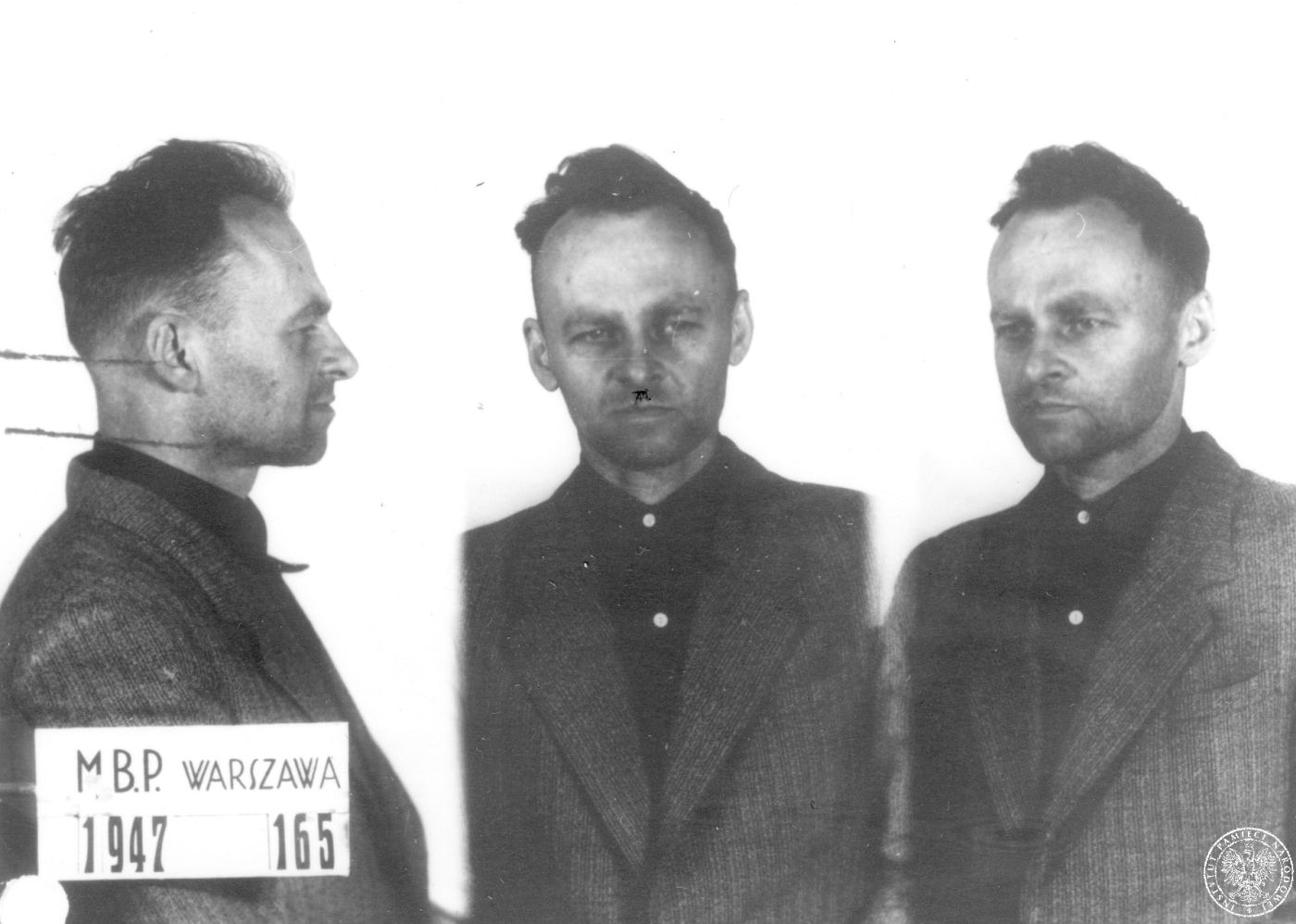
Pilecki fotografato nella prigione di Varsavia nel 1947

Nato nella regione della Repubblica di Carelia (al confine con la Finlandia, ma sotto il dominio russo) nacque in una famiglia della nobiltà polacca. Nel 1910 si stabilì a Vilnius. Nel 1918 si arruolò nell'Esercito polacco raggiungendo il grado di tenente di cavalleria.
Nel 1939 partecipò alla battaglia di Varsavia. Devoto cattolico e convinto antinazista, dopo la capitolazione della città fu membro attivo della resistenza polacca contro il nazismo prendendo parte alle operazioni della Tajna Armia Polska, una formazione militare segreta e patriottica.

## Agente sotto copertura ad Auschwitz
Il 19 settembre 1940, con il permesso dei suoi superiori, si fece arrestare dalla Gestapo durante un rastrellamento a Żoliborz e fu internato nel campo di concentramento di Auschwitz sotto il falso nome di Tomasz Serafinski. Scopo della sua missione fu organizzare una rete di resistenza e raccogliere informazioni preziose da trasmettere agli alleati. Appena giunto all'interno del campo di concentramento formò la Zwiazek Organizacji Wojskowych, un'organizzazione segreta composta da gruppi operanti ciascuno indipendentemente dall'altro per non essere scoperti dai carcerieri. Un mese dopo fece filtrare all'esterno il suo primo rapporto, che il 18 marzo 1941 giunse sui tavoli dell'Ufficio VI dello Stato maggiore dell'esercito polacco in esilio. Tutte le notizie contenute furono inoltrate dai polacchi ai britannici, che però giudicarono il documento “esagerato”. Il 20 giugno 1942 altre importanti informazioni raccolte da Pilecki fuoriuscirono da Auschwitz grazie alla coraggiosa fuga di quattro prigionieri.
Pilecki rimase ad Auschwitz quasi mille giorni. Nella notte tra il 26 e il 27 aprile 1943 riuscì avventurosamente a evadere. Scrisse il suo terzo e ultimo rapporto. Parlò del lavoro forzato, del vitto insufficiente, delle sadiche punizioni e della persecuzione degli ebrei e aggiunse: «Nulla è stato esagerato: anche la minima bugia profanerebbe la memoria di quelle degne persone che persero la vita laggiù». In autunno trasmise il rapporto a Londra (Raport W o Raport Teren S). Ma anche questa volta il governo britannico non si mosse. Nel 1944 Pilecki partecipò alla rivolta di Varsavia. Alla fine della guerra (1945) raggiunse in Italia il generale Władysław Anders che comandava il II Corpo polacco, protagonista della liberazione nella penisola insieme alle armate britannica e statunitense.

## L'arresto nella Polonia socialista
Poiché la Polonia era sottoposta a un violento processo di sovietizzazione, con sistematici arresti, incarcerazioni, fucilazioni e deportazioni dei resistenti polacchi delle diverse formazioni dell'Armia Krajowa, Pilecki si offrì volontario per tornare in patria ed evitare lo smantellamento della resistenza che, già antinazista, era adesso anticomunista. Dopo essersi infiltrato nei servizi di sicurezza, inviò diversi rapporti al governo in esilio. Quando le sue identità fittizie furono scoperte gli venne ordinato di tornare in Italia. Ma in Polonia aveva la moglie e i due figli, Andrzej e Zofia: chiese e ottenne di poter rimanere in patria.
Venne arrestato poco dopo e giudicato in un processo-farsa, manipolato e dall'esito già scritto: la sentenza fu di condanna a morte. Fu giustiziato con un colpo alla nuca in una cella della prigione di Varsavia il 25 maggio 1948; il suo corpo fu sepolto in un luogo segreto.

## Memoria
Ai familiari fu imposto di non ricordare il congiunto. Dal 1948 al 1989 le informazioni riguardanti l'attività di Witold Pilecki furono censurate. Dopo la caduta del Muro di Berlino, Pilecki è stato riabilitato (1990).
La «Risoluzione del Parlamento europeo del 19 settembre 2019 sull'importanza della memoria europea per il futuro dell'Europa» chiede a tutti gli Stati membri di celebrare ogni 25 maggio la memoria di Pilecki, un eroe che si oppose ad ogni tipo di totalitarismo.
Il gruppo musicale svedese dei Sabaton, nel corso del 2014 ha pubblicato l'album Heroes, contenente la canzone Inmate 4859 che parla proprio di Witold Pilecki durante il periodo passato ad Auschwitz.
Nel 2015 il comune abruzzese di Vicoli (PE) gli ha intitolato i giardini pubblici.
Nel 2023 è stata annunciata la produzione cinematografica ad opera di Jayne-Ann Tenggren del film Enemy of my enemy tratto dal libro Il volontario di Marco Patricelli (Editori Laterza).

## Il rapporto
La prima pubblicazione del Rapporto Pilecki si è avuta nell'anno 2000. Una traduzione in inglese è stata pubblicata nel 2012 con il titolo The Auschwitz Volunteer. Beyond Bravery, tradotto in italiano nel 2014 col titolo Il volontario di Auschwitz (traduzione di Annalisa Carena, Piemme, ISBN 978-88-566-3366-5).